# 8 Mile
Pour plus de détails, voir Fiche technique et Distribution.
8 Mile est un film américano-allemand réalisé par Curtis Hanson et sorti en 2002. Il met en scène le rappeur Eminem, dont la vie a en partie inspiré le scénario du film. Le titre vient de 8 Mile Road, une route qui sépare la ville de Détroit, majoritairement noire, et la banlieue nord, majoritairement blanche.
Eminem reçoit l'Oscar de la meilleure chanson originale pour Lose Yourself, qui est devenu l'un de ses titres à succès. Le film reçoit globalement de bonnes critiques et un bon accueil du public.

## Synopsis

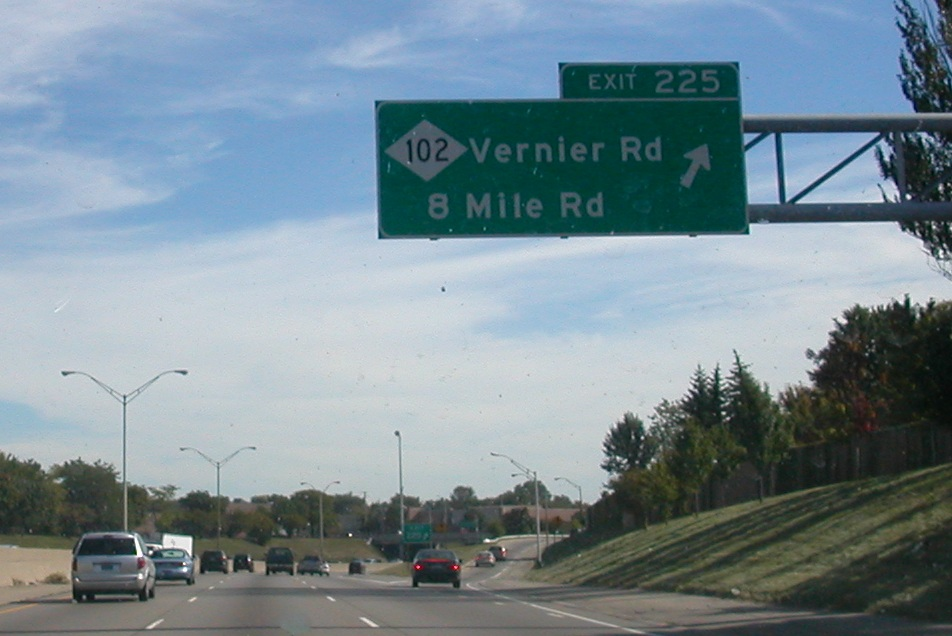
8 Mile Road.

Jimmy « B-Rabbit » Smith Jr. (Eminem) participe à une confrontation locale de rap, dirigée par son ami et maître de cérémonie David « Future » Porter. Au cours de l'affrontement, Smith se révèle incapable de parler en public devant un microphone et quitte la compétition humilié et hué par le public.
Jimmy est un jeune homme déprimé qui travaille dans une usine de tôle de voitures et qui mène une vie assez pénible. Il est obligé de déménager au nord de 8 Mile Road, à Warren où il habite dans une caravane avec sa mère alcoolique, Stephanie (Kim Basinger), sa sœur Lily et le conjoint squatteur de sa mère, Greg. Jimmy essaie de faire décoller sa carrière musicale, mais il semble incapable de profiter des occasions qui se présentent.
Jimmy se rend compte peu à peu que sa vie est restée la même depuis l'école secondaire. Accuser les autres de ses malheurs ne fait pas avancer les choses. Avec le temps, Jimmy comprend qu'il est le seul maître de son destin. Il en vient à douter de son groupe d'amis, y compris Future, car il lui semble qu'ils se perdent dans des rêves au lieu d'essayer de les réaliser et de progresser. « All we ever do is talking shit » (« Tout ce que nous faisons, c'est dire des conneries »), dit-il, quand ils se querellent au sujet de la meilleure manière de remporter un grand succès dans leurs carrières musicales. Il décide d’abandonner son rêve d'une carrière miracle tombée du ciel grâce à des relations douteuses dans le milieu musical pour consacrer plus de temps à son travail à l'usine et à sa vie familiale. Le déni de réalité laisse place dans l'esprit de Jimmy à une évolution lucide de ses capacités et de ses chances.
Son directeur à l’usine s'aperçoit que Jimmy se concentre sur son travail et commence à lui faire confiance, et il demande même à Jimmy si ce dernier voudrait faire des heures supplémentaires, ce que Jimmy accepte. Il apparaît de plus en plus sûr de lui et lorsqu'un autre combat de rap se présente, il y participe, fortement incité par Alex.
Les amis de B-Rabbit l'aident dans tout le film, mais jusqu'à cette battle, le film montre seulement de maigres extraits de ses talents. Le tournoi est à trois rounds, et dans chacun d'entre eux, B-Rabbit doit faire face à un membre des Leaders of the Free World, un groupe concurrent qui garde une dent contre B-Rabbit et ses amis. B-Rabbit gagne les deux premiers rounds. Dans le dernier, il est opposé à Papa Doc, tenant du titre et l'antagoniste principal de Jimmy dans tout le film. Rabbit anticipe le fait que Doc connaissait tous ses points faibles, ainsi il décide de les dénoncer lui-même. Rabbit reconnaît sans honte ses racines de white trash et les diverses difficultés qu'il a dû traverser, en déclarant qu'en dépit de tout, il reste toujours dans cette battle. Il joue alors la carte de la vie difficile qu'il a eue pour l'opposer à celle de Papa Doc qui pense être un gangster mais qui a une vie privilégiée. Doc, dont le nom réel est Clarence, a fait ses études à Cranbrook, une école privée située à Bloomfield Hills, et a vécu toute sa vie dans une famille stable. B-Rabbit fait une référence à Shook Ones Pt. II de Mobb Deep en appelant Papa Doc « halfway crook » et rend la foule hystérique. Doc reste sans voix et laisse tomber son microphone : en s'assumant, Rabbit gagne le titre et quitte le lieu. Future suggère qu'il reste pour célébrer sa victoire. Rabbit refuse, disant qu'il doit retourner travailler. Il indique qu'il doit suivre sa propre voie, ce que Future accepte.

## Fiche technique
Sauf indication contraire, les informations mentionnées dans cette section peuvent être confirmées par la base de données cinématographiques IMDb,  présente dans la section « Liens externes ».
- Titre original et français : 8 Mile
- Réalisation : Curtis Hanson
- Scénario : Scott Silver
- Musique : Eminem
- Photographie : Rodrigo Prieto
- Montage : Craig Kitson et Jay Rabinowitz (en)
- Production : Brian Grazer, Curtis Hanson et Jimmy Iovine
- Sociétés de production : Imagine Entertainment et Mikona Productions GmbH & Co. KG
- Distribution : Universal Pictures (États-Unis), United International Pictures (France)
- Pays d'origine :  États-Unis,  Allemagne
- Langue originale : anglais
- Format : couleur — 35 mm — 2,35:1 — son DTS / Dolby Digital / SDDS
- Budget : 41 000 000 $[1]
- Genre : drame partiellement biographique, musical
- Durée : 110 minutes
- Dates de sortie : 
  - Canada : 8 septembre 2002 (festival international du film de Toronto)
  - États-Unis : 6 novembre 2002
  - Allemagne : 2 janvier 2003
  - Belgique et France : 26 février 2003
- Classification[2] :
  - États-Unis : R
  - France : tous publics

## Distribution
- Eminem (VF : Alexis Tomassian ; VQ : Jean-François Beaupré) : Jimmy « B-Rabbit » Smith Jr.
- Mekhi Phifer (VF : Gilles Morvan ; VQ : Thiéry Dubé) : David « Future » Porter
- Brittany Murphy (VF : Dorothée Pousséo ; VQ : Éveline Gélinas) : Alexandra « Alex » Latourno
- King Gordy : Big O
- Kim Basinger (VF : Michèle Buzynski ; VQ : Natalie Hamel-Roy) : Stephanie Smith
- Taryn Manning (VF : Laura Blanc ; VQ : Nadia Paradis) : Janeane
- Michael Shannon (VF : Boris Rehlinger ; VQ : François Godin) : Greg Buehl
- De'Angelo Wilson (VF : Sidney Kotto ; VQ : Claude Gagnon) : DJ IZ
- Evan Jones (VF : Carol Styczen ; VQ : Sébastien Reding) : Cheddar Bob
- Omar Benson Miller (VF : Christophe Lemoine ; VQ : Benoît Éthier) : Sol George
- Eugene Byrd (VF : Cédric Dumond ; VQ : Gilbert Lachance) : Wink
- Anthony Mackie (VF : Christophe Peyroux) : Papa Doc
- Xzibit : Mike Jason
- Proof : Lil' Tic
- Craig Chandler (en) : Paul
- Chloe Greenfield (es) (VQ : Rosemarie Houde) : Lily Smith
- Strike (VF : Lucien Jean-Baptiste) : Lyckety-Splyt
- Larry Hudson (VF : Frantz Confiac) : le videur
- Jennifer Kitchen (VF : Annie Milon) : la fille volontaire
- Obie Trice : un rappeur sur le parking
- Bushman (VF : Jean-Paul Pitolin) : le DJ de la radio

Sources et légendes : Version française (VF) sur Voxofilm. Version québécoise (VQ) sur Doublage Québec

## Production

### Genèse et développement
Plusieurs réalisateurs ont été évoqués pour mettre en scène le film : Quentin Tarantino, Alan Parker, Danny Boyle ou encore Stephen Daldry.
Proof, qui a inspiré le personnage de Future, a auditionné pour le rôle. Cependant, il n'a pas convaincu le réalisateur Curtis Hanson, qui a préféré un véritable acteur en la personne de Mekhi Phifer. Par ailleurs, Giovanni Ribisi devait incarner Wink mais demandait un salaire trop élevé. Gary Sinise était le premier choix pour incarner Greg, alors qu'Alicia Silverstone a été envisagée pour le rôle d'Alex. Eminem avait initialement proposé le rôle de Stephanie Smith à la chanteuse Mariah Carey. Carey a refusé le rôle qui a finalement été tenu par Kim Basinger.

### Tournage
Le tournage a lieu à Détroit et plusieurs villes du Michigan (Warren, Sterling Heights, Southgate, Highland Park et Southfield) ainsi qu'à New York (Queens).

### Musique
La bande originale est composée de deux albums :
- 8 Mile Soundtrack qui regroupe les chansons faites par Eminem et son label. C'est sur cet album que se trouve la chanson Lose Yourself, chanson numéro 1 dans 40 pays pour laquelle Eminem remporta l'Oscar de la meilleure chanson originale en 2003.
- More Music From 8 Mile qui est un album regroupant les chansons que l'on peut entendre dans le film. Le film se déroulant en 1995, il s'agit des meilleures chansons de rap datant de cette année ou d'avant. On retrouve ainsi le Wu-Tang Clan, Mobb Deep, OutKast ou encore The Notorious B.I.G..

L'instrumentale que l'on peut entendre au tout début du film quand Eminem s'échauffe devant la glace des toilettes du club ainsi que lors du dernier clash avec Papa Doc à la fin est le morceau Shook Ones Pt. II tiré de l'album The Infamous du groupe Mobb Deep sorti en 1995. Eminem reprend d'ailleurs une phrase de la chanson « you shook, cause ain't no such thing as halfway crooks », ce qui peut se traduire en français par : « tu n'as plus rien à dire, car un demi-escroc ça n'existe pas. »
C'est le rappeur Craig G qui a écrit et coordonné les battles des adversaires d'Eminem dans ce film.

## Accueil

### Critique
8 Mile reçoit un accueil critique assez favorable aux États-Unis et en France. Le site des Inrocks parle d'un « excellent divertissement populaire, totalement exempt de graisse, d'emphase et de boursouflure : plus fidèle à la musique de Detroit qu'au cinéma hollywoodien d'aujourd'hui ».
Le film est amorti dès sa première semaine d'exploitation aux États-Unis, en engrangeant plus de 50 millions de dollars du 8 au 10 novembre 2002. En fin d'exploitation, 8 Mile aura rapporté 116 millions de dollars aux États-Unis. En France, 8 Mile a attiré 2 116 066 spectateurs dans les salles de cinéma en 5 semaines d'exploitation. Dans le monde entier, 8 Mile a rapporté 242,9 millions de dollars au box-office, et environ 130 millions grâce aux ventes de DVD.

### Box-office
Le film est un succès commercial mondial plus de 240 millions de dollars pour un budget estimé à 41 millions.
| Pays ou région    | Box-office        | Date d'arrêt du box-office | Nombre de semaines |
| ----------------- | ----------------- | -------------------------- | ------------------ |
| États-Unis Canada | 116 750 901 $     | 27 mars 2003               | 20                 |
| France            | 2 267 906 entrées |                            | -                  |
| Total mondial     | 242 875 078 $     | -                          | -                  |

Par ailleurs, le film est un immense succès en DVD. Lors de sa sortie en vidéo sur le sol américain, il génère 75 millions de dollars de ventes en une semaine, soit le meilleur résultat d'un film classé R.